# Wake Up Call (마룬 5의 노래)
"Wake Up Call"(〈웨이크 업 콜〉)은 마룬 5의 두 번째 정규 음반 It Won't Be Soon Before Long의 두 번째 싱글이다. 메리 J. 블라이즈가 리믹스 버전에 피처링하였다.

## 수록곡
CD 프로모
1. "Wake Up Call" (음반 버전) 3:21

영국 2-트랙 CD 싱글
1. "Wake Up Call" (음반 버전) 3:21
2. "Story" (비-LP 버전) 4:30

오스트레일리아 2-트랙 CD 싱글 1744499
1. "Wake Up Call" (음반 버전) 3:21
2. "Losing My Mind" (비 LP 버전) 3:21

CD 싱글 [Enhanced]
1. "Wake Up Call" (앨범 버전) 3:21
2. "Losing My Mind" (비 LP 버전) 3:21
3. "Makes Me Wonder" (Harry Choo Choo Romero's Bambossa Mix)6:06
4. "Wake Up Call" (비디오)
5. "Won't Go Home Without You" (비디오)

## 차트 성적
| 차트 (2007년 ~ 2008년)           | 최고 순위 |
| -------------------------------- | --------- |
| 오스트레일리아 (ARIA)            | 19        |
| 오스트리아 (Ö3 오스트리아 탑 40) | 17        |
| 벨기에 (울트라팁 플랑드르)       | 3         |
| 벨기에 (울트라팁 왈로니아)       | 10        |
| 캐나다 (캐나디안 핫 100)         | 6         |
| 덴마크 (트랙리슨)                | 26        |
| 유러피안 핫 100 싱글             | 46        |
| 독일 (미디어 컨트롤 AG)          | 41        |
| 아일랜드 (IRMA)                  |           |
| 이탈리아 (FIMI)                  | 8         |
| 네덜란드 (네덜란드스 탑 40)      | 20        |
| 뉴질랜드 (레코드 뮤직 NZ)        | 32        |
| 스위스 (슈바이처 히트파라데)     | 12        |
| 영국 싱글 (오피셜 차트 컴퍼니)   | 33        |
| 미국 빌보드 핫 100               | 19        |
| 미국 팝 송 (빌보드)              | 8         |
| 미국 어덜트 탑 40 (빌보드)       | 3         |
| 미국 어덜트 컨템포러리 (빌보드)  | 19        |
| 베네수엘라 팝 록 (레코드 리포트) | 3         |

### 연말 차트
| 차트 (2007)              | 순위 |
| ------------------------ | ---- |
| 오스트레일리아 싱글 차트 | 96   |